# Club Sportivo América
O Club Sportivo América foi um clube brasileiro de futebol da cidade de São Paulo. Fundado em 1921 como Clube Atlético Sílex e em 1930 muda de nome, para Club Sportivo América. Seu uniforme principal era camisa com listras verticais paralelas brancas e vermelhas, calção e meias brancas. Atualmente se encontra extinto.

## História
O América é o sucessor do Clube Atlético Sílex. O nome foi dado em homenagem a Belfort Duarte, que levava o nome da sua equipe de coração para os quatro cantos do Brasil. Disputou o Campeonato Paulista em 1930-31 na Primeira Divisão (atual A1).  